# جاكوب فالكونر
جاكوب فالكونر هو سياسي أمريكي، ولد في 26 يناير 1869 في أونتاريو في كندا، وتوفي في 1 يوليو 1928 في دوفر في الولايات المتحدة. نشط حزبياً في Bull Moose Party ‏. وقد انتخب عضو مجلس النواب الأمريكي ‏.